# Vuohisaari (ö i Norra Karelen, Joensuu, lat 62,50, long 30,73)
Vuohisaari är en ö i Finland. Den ligger i sjön Kinnasjärvi och i kommunen Joensuu i den ekonomiska regionen  Joensuu ekonomiska region  och landskapet Norra Karelen, i den sydöstra delen av landet, 400 km nordost om huvudstaden Helsingfors. Öns area är 6,4 hektar och dess största längd är 0,5 kilometer i sydöst-nordvästlig riktning.